# ポルカ・キング
『ポルカ・キング』（The Polka King）は、2017年にアメリカ合衆国で製作されたクライムコメディ映画。実際に起きた巨額投資詐欺事件を題材にしたドキュメンタリー映画を原作にしている。監督・脚本はマヤ・フォーブス、主演はジャック・ブラックが務めた。2017年のサンダンス映画祭で上演され、2018年1月12日よりネットフリックスで配信された。

## キャスト
※括弧内は日本語吹替
- ヤン・レヴァン[脚注 1]（ジャン・ルワン） - ジャック・ブラック（高木渉）
- マーラ・レヴァン - ジェニー・スレイト（朴璐美）
- ミッキー・ピザーズ（ミッキー・スタッツ） - ジェイソン・シュワルツマン（石田彰）
- バーブ - ジャッキー・ウィーヴァー（磯辺万沙子）
- ロン・エドワーズ - J・B・スムーヴ（英語版）（加藤亮夫）
- デヴィッド・レヴァン - ロバート・キャプロン（英語版）（鈴木崚汰）
- ロニー - ウィリー・ガーソン（佐々健太）
- ビッツィー・ベア - ヴァネッサ・ベイヤー（土井真理）
- アニタ・シャシェフスキー - メアリー・クラッグ（宮沢きよこ）
- エド・シャシェフスキー - ケヴィン・ヒーリー（山森信太郎）
- ルー・ラルー - ルー・シュナイダー（英語版）（松永英晃）
- コニー・クロプスキ - ケイティ・サロウスキー（もりなつこ）